# Mercaderia perillosa
Una mercaderia perillosa és qualsevol material o objecte que presenti un risc no tolerable per a la salut, per a la seguretat o que pugui produir danys en el medi ambient, en propietats o a les persones. El transport n'és sotmés a precaucions i restriccions legals.
A l'espai de la Comissió Econòmica de les Nacions Unides per a Europa (UNECE) que cobreix Europa, Amèric del Nord, Central Àsia i Israel, el transport n'és autoritzat, a condició de respectar les diferents accords sobre el transport viari, ferroviari o navegació interior, tot i que cada estat membre en pot reglementar o prohibir el transport. Moltes d'aquestes substàncies només són perilloses si no es transporten pas de manera adequada. En cas d'accident, foc… és important que els bombers i els serveis de rescat tantost saben identificar el risc.

## Classificació
Totes les mercaderies perilloses estan classificades atenent les seves característiques físico-químiques i la natura del perill. Les recomanacions de la UNECE defineixen nou categories. Hi ha regles particulars per al transport de mostres quan una anàlisi per identificar la substància és menester.

### Classe 1: Substàncies i objectes explosius[8]

Etiqueta genèrica per a materials classe 1

La classe dels explosius és coartada: només s'accepten al transport si són a la llista de números d'identificació de perill. Conté ubstàncies explosives, excepte aquelles que són massa perilloses de transportar o aquelles on el perill predominant sigui apropiat per a un altre classe. No conté substàncies que no són per si mateixes explosives però que poden formar una atmosfera explosiva de gas, vapor o pols no s'inclou a la classe, ni tampoc articles explosius que no provoquin cap efecte extern al dispositiu ja sigui per projecció, foc, fum, calor o soroll fort en cas d'ignició accidental o accidental durant el transport. Comprèn entre d'altres productes pirotècnics, munició, bombes, coets, etc. També se'ls atribueix un dels tretze grups que combinen riscs, per exemple la combinació d'explosiu amb risc d'intoxicació.
Les substàncies i objectes explosius se subdivideixen segons la mena de risc:
- Divisió 1.1: risc d'explosió immediata de la càrrega completa. (Exemple: nitroglicerina)
- Divisió 1.2: risc de projecció, però no un risc d'explosió de tota la càrrega. (Exemple: combustible de coets, pirotècnia professional)
- Divisió 1.3: risc d'incendi i un risc que es produeixin petits efectes d'ona de xoc. (Focs artificials, munició)
- Divisió 1.4: sense risc considerable en cas d'ignició accidental, fora de l'embalatge.
- Divisió 1.5: risc d'explosió de tota la càrrega, però amb substàncies poc sensibles o poc risc de passar de la crema a l'explosió.
- Divisió 1.6: cap risc d'explosió de tota la càrrega.

### Classe 2: Gasos

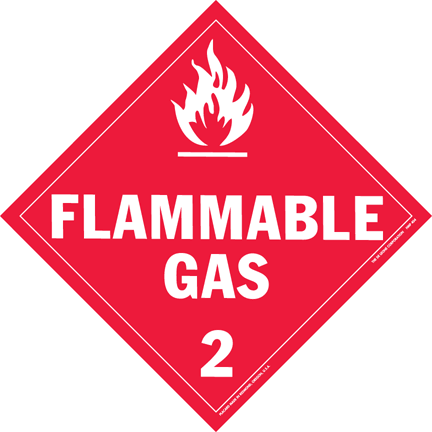
2.1 Gasos inflamables

Són matèries que a pressió normal i una temperature de 20 °C es troben en estat gasós o bé amb una pressió de vapor superior a 3 bars a 50 °C. Els gasos poden presentar-se liquats, comprimits, dissolts o refrigerats. En funció de les seves propietats poden classificar-se com a asfixiants, comburents, inflamables o tòxics. En virtut d'aquesta classificació s'estableixen tres divisions. No comprèn les begudes amb gas carbònic.
- Divisió 2.1 Gasos inflamables a 20 °C i a una pressió de 101,3 kPa són inflamables en barrejats amb aire ambient de proporció igual o inferior al 13% en volum. S'hi troben gasos que poden inflamar-se en contacte amb una font de calor com ara propilè, età, butà.
- Divisió 2.2 Gasos no inflamables no tòxics que dilueixen, substitueixen o desplacen l'oxigen de l'aire amb risc d'asfíxia. S'hi troben també els comburents que afavoreixen la combustió en major mesura que l'aire om ara l'oxigen, heli.
- Divisió 2.3 Gasos tòxics poden produir, per inhalació, efectes aguts o crònics o irritants, i fins i tot la mort. Els gasos tòxics poden, a més, ser inflamables, corrosius o comburents. Ex. clor. Se'ls considera tòxics quan presenten una CL50 de 5000 parts per milió.

En el cas de gasos o les mescles que tenen un risc combinat, la divisió 2.3 (tòxic) prepondera, i inflamable és superior a no inflamable.

### Classe 3: Líquids inflamables

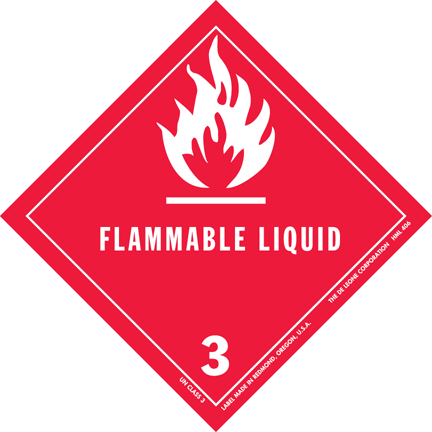
Classe 3

La classe 3 comprèn els líquids inflamables i els explosius líquids insensibles. Són líquids amb un punt d'inflamació màxim de 60 °C. Aquestes matèries poden presentar, a més, característiques tòxiques o corrosives. El punt d'inflamabilitat d'un líquid inflamable és conegut per a substàncies químicament pures. Com molts productes líquids son barreges de liquids o de liquids o sòlids, s'ha de fer tests per fixar el punt d'inflamabilitat. No s'ha de confondre amb el punt d'ignició que és la temperatura a la qual cal elevar mescla aire-vapors per a provocar realment una explosió. S'hi troben entre d'altres toluè, aiguarràs, gasolina, pintures, vernissos.

### Classe 4: Sòlids inflamables
- Divisió 4.1: Sòlids inflamables, autoreactives o explosives dessensibilitzades sòlides. Són matèries o objectes que en condicions que es donen durant el transport s'inflamen amb facilitat, substàncies que reaccionen espontàniament (solidos o líquids) que poden experimentar una reacció exotèrmica. (per Ex. matèries pulvurentas que en contacte amb fonts de calor); o matèries inestables que poden experimentar reaccions de descomposició exotèrmiques. Ex. nitrats, fibres d'origen vegetal que humitejades alliberen calor, sofre.
- Divisió 4.2: Matèries que poden experimentar inflamació espontània Són matèries que en contacte amb l'aire poden escalfar-se o inflamar-se i cremar. Per exemple: fòsfor blanc, residus de llana bruta, paper tractat amb oli no saturats, etc. Substàncies que poden experimentar escalfament espontani en les condicions presents durant el transport.
- Divisió 4.3: Matèries que al contacte amb l'aigua desprenen gasos inflamables o que poden formar barreges explosives amb l'aire. Ex. bari, calci, amalgama líquida de metalls alcalins. Aquesta divisió conté substàncies que es poden inflamar espontàniament en qualsevol fase del procediment d'assaig i les que emanen gas inflamable a una velocitat superior a 1 litre per quilogram de substància per hora.

### Classe 5: Comburents i peròxids orgànics
- Classe 5.1: Matèries comburents són líquids o sòlids que poden provocar o afavorir la combustió (generalment donen lloc a reaccions que desprenen oxigen). Per tant, en contacte amb altres materials augmenten el risc d'incendis i afavoreixen el desenvolupament d'aquests. Ex. nitrat amònic, permanganat sòdic. Les barreges de substàncies comburents amb matèries combustibles, i fins i tot amb matèries com a sucre, farina, olis comestibles, olis minerals, són perilloses. En contacte amb àcids líquids, la majoria de les substàncies comburents produeixen una reacció violenta amb despreniment de gasos tòxics.
- Classe 5.2: Peròxids orgànics que són susceptibles d'experimentar descomposició exotèrmica a temperatures normals o elevades. la descomposició pot produir-se per efecte de la calor, del contacte amb impureses, per fricció o impacte. Són matèries derivades del peròxid d'hidrogen, en el qual un o dos dels àtoms d'hidrogen són substituïts per radicals orgànics. Els peròxids orgànics es divideixen en dos grups: No més d'1% d'oxigen actiu procedent de peròxids orgànics quan el seu contingut de peròxid d'hidrogen sigui de no pas més d'un 1%. o No més de 0,5% d'oxigen actiu procedent de peròxids orgànics quan el seu contingut de peròxid d'hidrogen sigui de més d'un 1% però de no pas més d'un 7%.

### Classe 6: Substàncies tòxiques o infeccioses
- Divisió 6.1: Substàncies tòxiques que poden danyar a la salut humana o animal o causar la mort per inhalació, absorció cutània o ingestió. Ex. metanol, clorur de metilè. Moltes substàncies tòxiques desprenen gasos tòxics si un incendi les afecta o si s'escalfen fins i tot la seva descomposició.[15]
- Divisió 6.2: Substàncies que molt probablement contenen agents patògens
  - microorganismes com ara bacteris, virus, prions, fongs etc.) que poden provocar malalties en animals o humans
  - mostres de diagnòstic o assaig
  - productes biològics, productes derivats d'organismes vius amb menester de transport especial com ara material destinat a la confecció de vacunes per a éssers humans o animals
  - cultius de laboratori per a l'estudi de malalties humanes o animals. Mostres animals o humans per anàlisi com ara secrecions, excrements, sang o teixits cel·lulars.
  - microorganismes genèticament modificats: qualsevol organisme que ha estat modificat mitjançant enginyeria genètica que no es produeix de manera natural.
  - Rebuigs mèdics o clínics: material descartable de la pràctica clínica en humans o animals o bé d'investigació biològica.

### Classe 7: Substàncies radioactives
Substàncies que contenen radionúclids en els quals tant la concentració d'activitat com l'activitat total de la remesa superin els valors específics definit per la reglementació. Per substàncies fissionables s'entén: urani 233, urani 235, plutoni 239, plutoni 241, i qualsevol combinació d'aquests radionúclids. Materials emissors alfa de baixa toxicitat són: urani natural, urani empobrit, tori natural, urani 235, urani 238, tori 232, tori 228 i tori 230. Tots ells continguts en minerals o en concentrats físics o químics o emissors alfa amb un període de semidesintegració de menys de 10 dies.

### Classe 8: Substàncies corrosives
Substàncies corrosives fan malbé per contacte el teixit epitelial de la pell, les mucoses o els ulls; o que causen danys en altres mercaderies o mitjans de transport en cas de vessament, com ara àcid sulfúric, hipoclorit sòdic. A més d'actuar directament de manera destructiva si entren en contacte amb la pell o les mucoses, algunes de les substàncies d'aquesta classe a més són tòxiques. La ingestió o la inhalació de vapors poden poden enverinar la persona o fins i tot perforar la pell o el teixit humà.

### Classe 9: Substàncies que presenten perills diversos
Són matèries que suposen algun tipus de perill no previst entre els anteriors: dioxines, pols fines que poden provocar danys en les vies respiratòries, piles de liti, matèries perilloses per al medi ambient, dins d'aquesta categoria la mercaderia més comuna és el Gel sec (CO2) que s'usa per refrigerar diversos productes.
Les substàncies que es transporten o es presenten per al seu transport a temperatures iguals a 100 °C.
Els organismes genèricament modificats que no responen a definició de substàncies infeccioses però que poden provocar en animals plantes o substàncies microbiològiques modificacions que normalment no es produirien com a resultat de la reproducció natural.

## Condicions de transport
A fi de transport de manera segura i d'eliminar o minimitzar els riscs les diverses legislacions estableixen una sèrie de condicions mínimes que s'han de complir en qualsevol operació de càrrega, descàrrega o transport. Es reglementa les mercaderies que es poden, o no, transportar i les quantitats màximes; les característiques i homologacions requerides als embalatges i als vehicles; la formació de les persones intervinents; l'etiquetatge i la documentació i les condicions de seguretat requerides. A Europa vigeix la Directiva sobre el transport interior de mercaderies perilloses.